# Арсен Баук
Арсен Баук (хорв. Arsen Bauk) — хорватський політик, член Соціал-демократичної партії, колишній міністр управління Хорватії.

## Короткий життєпис
Закінчив середню школу в Спліті у 1991 році. Закінчив природничо-математичний факультет Загребського університету в 1997 році, де став професором математики та інформатики.
Член Соціал-демократичної партії з 1991 року. Член центрального комітету партії з 2000 року. Голова окружної партійної організації у Сплітсько-Далматинській жупанії з 2010 року.
Був заступником міністрів оборони Йозо Радоша і Жельки Антунович з 2000 до 2003 року в уряді Івіци Рачана. Після цього він чотири роки був членом Виконавчого комітету СДП.
На шостих парламентських виборах 2008 р. вперше обирається депутатом парламенту. У цей строк депутатських повноважень Баук був заступником голови комісії з перевірки повноважень і привілеїв, членом комітету з питань оборони, комітету з міжпарламентського співробітництва та комітету з морських справ, транспорту і зв'язку .
На сьомих парламентських виборах 2011 р. його вдруге було обрано до парламенту. З 23 грудня 2011 р. призначається міністром управління в лівоцентристському уряді Зорана Мілановича.